# René Racine
Pour les articles homonymes, voir Racine.
 (janvier 2020).
Si vous disposez d'ouvrages ou d'articles de référence ou si vous connaissez des sites web de qualité traitant du thème abordé ici, merci de compléter l'article en donnant les références utiles à sa vérifiabilité et en les liant à la section « Notes et références ».
René Racine (né à Québec en 1939) est un astronome et professeur québécois.

## Biographie
Il obtient son baccalauréat de l'Université Laval, à Québec, en 1963, puis sa maîtrise en 1965 et son doctorat en 1967 de l'Université de Toronto. Ensuite doté d'une bourse de recherche de la Carnegie Institution, il passe les deux années suivantes (de 1967 à 1969) aux observatoires du Mont Wilson et du Mont Palomar près de Pasadena, en Californie.
Racine se spécialise alors dans l'étude des amas globulaires. En 1969, il devient professeur au département d'astronomie et d'astrophysique de l'Université de Toronto. Dès son arrivée, il propose, avec Sidney van den Bergh et Robert F. Garrison, d'établir le nouvel observatoire astronomique de l'Université de Toronto à Las Campanas, au Chili. Le télescope de 60 centimètres voit sa première lumière en 1971 et Racine l'équipe d'un nouveau photomètre de sa conception.
En 1976, il devient professeur d'astronomie au département de physique de l'Université de Montréal. Il est nommé la même année directeur de l'Observatoire du Mont-Mégantic, poste qu'il conserve jusqu'en 1980. Racine joue d'ailleurs un rôle clé dans la création du nouvel observatoire.
En 1980, il est nommé directeur de la Société du télescope Canada-France-Hawaï (TCFH). Il travaille alors à l'amélioration de la qualité des images fournies par le télescope, en faisant le meilleur au monde à ce titre, tout en poursuivant ses travaux de recherches en astronomie. En 1984, il quitte la direction du TCFH et reprend celle de l'Observatoire du Mont-Mégantic, poste qu'il occupe jusqu'en 1997.
Au cours des années qui suivent, il met au point de nombreux instruments d'astronomie. Ses efforts sont récompensés de nouveau lorsque, en 1994, il parvient, avec cinq autres collaborateurs, à recalibrer la valeur de la constante de Hubble, paramètre fondamental de la cosmologie qui sert, entre autres, à mesurer les distances extragalactiques, ainsi que la taille et l'âge de l'Univers.
En 1997, il prend sa retraite comme professeur titulaire et directeur de l'Observatoire du Mont-Mégantic et devient professeur émérite à l'Université de Montréal.
Son intérêt de recherche couvre aussi l'instrumentation astronomique et l'optique adaptative.
Le premier astéroïde découvert au Québec, (45580) 2000 CB81, a été nommé « Renéracine » en son honneur.

## Honneurs
- 1988 : prix Léon-Lortie
- 1989 : membre de la Société royale du Canada
- 1991 : prix Maria-et-Eric-Muhlmann de l’Astronomical Society of the Pacific
- 1992 : prix Carlyle-S.-Beals de la Société canadienne d'astronomie
- 1994 : scientifique de l'année
- 1999 : membre de l'Ordre du Canada
  - 2009 : il renonce à l'Ordre du Canada
- 2002 : Médaille du jubilé d'or d'Élisabeth II
- 2005 : officier de l'Ordre national du Québec[1]